# گورهای توده سنگی آب کنارو
گورهای توده سنگی آب کنارو مربوط به دوره ساسانیان است و در شهرستان قیروکارزین، بخش مرکزی، دهستان فتح‌آباد، ارتفاعات شمال روستای آب کنارو واقع شده و با شمارهٔ ثبت ۲۶۶۳۱ به‌عنوان یکی از آثار ملی ایران به ثبت رسیده است.